# أنتال زالاي
أنتال زالاي (بالمجرية: Szalay Antal)‏ (12 مارس 1912 – 1960) لاعب كرة قدم مجري راحل كان يجيد اللعب في خط الوسط.
لعب طوال مسيرته الرياضية في نادي أويبست (1930-1940).
مثل منتخب المجر في 24 مباراة (1933-1939). شارك مع منتخب المجر في بطولة كأس العالم 1934 في إيطاليا حيث خرج من الدور الربع النهائي وفي بطولة كأس العالم 1938 في فرنسا حيث احتل المركز الثاني.
تولى تدريب نادي أوتا أراد (1945-؟؟؟؟).

## وصلات خارجية
- أنتال زالاي على موقع الاتحاد الدولي (مؤرشف)  (الإنجليزية)
- أنتال زالاي على موقع قاعدة بيانات كرة القدم.إي يو (الإنجليزية)
- أنتال زالاي على موقع ناشيونال فوتبول تيمز (الإنجليزية)
- أنتال زالاي على موقع عالم كرة القدم.نت (الإنجليزية)
- سيرة ذاتية[وصلة مكسورة]